# Godfrid di Frisia
Godfrid di Frisia, o Godafrid, Gudfrid o ancora Gottfrid (... – giugno 885), fu un capo vichingo dei Dani del tardo IX secolo.

## Biografia
Probabilmente egli arrivò sul continente con la Grande armata danese e divenne un vassallo dell'imperatore Carlo il Grosso, ottenendo il controllo di gran parte della Frisia tra l'882 e l'885, sostituendo Rorik di Dorestad.
Nell'880 Godfrid saccheggiò le Fiandre utilizzando Gand come propria base; nell'882 invase anche la Lotaringia e le città di Maastricht, Liegi, Stavelot, Prüm, Colonia e Coblenza vennero devastate. Dopo che l'accampamento di Asselt venne conquistato dai Franchi, Godfrid dovette giungere ad un accordo e in base a questo gli venne garantito il Kennemerland, che era stata in precedenza governata da Rorik di Dorestad, vassallo di Carlo, in base a quanto descritto negli Annales Fuldenses. Godfrid giurò a Carlo che non avrebbe mai più portato la distruzione nel suo regno e accettò la conversione al Cristianesimo e venne battezzato in una cerimonia in cui l'Imperatore gli fece da padrino. In cambio Carlo lo nominò dux in Frisia e gli diede in moglie Gisella, figlia di Lotario II. Nonostante il giuramento, Godfrid non intervenne per contrastare un'incursione danese che saccheggiò buona parte dei Paesi Bassi.
Nell'885 egli venne convocato a Lobith per un incontro, dopo essere stato accusato di complicità con Ugo, duca della contea d'Alsazia, in un'insurrezione; a tradimento, egli venne ucciso da un gruppo di nobili sassoni e frisoni, con la connivenza di Enrico di Franconia. Dopo l'assassinio, il locale conte Gerolfo assunse così il controllo della linea costiera della Frisia Occidentale.